# Hochalpines Institut Ftan
Das Hochalpine Institut Ftan (HIF), rätoromanisch im Idiom Vallader: Institut Otalpin Ftan (IOF) ist eine Mittelschule mit einem Internat und einer von der Swiss-Ski zertifizierten Sports Academy für junge Erwachsene in Ftan im Unterengadin im Kanton Graubünden. Es ist die älteste Privatschule im Engadin und eine der drei ältesten Privatschulen in der gesamten Schweiz.

## Geschichte der Schule

### Gründer
Andrea Rosius à Porta (* 1754; † 1838 in Ftan) wurde als Sohn des Pfarrers Johann Rosius à Porta aus Ftan und der Anna Bonorand geboren. Er wurde 1776 selbst evangelischer Pfarrer. 1777 war er Italienischlehrer an der Schule Philanthropin im Schloss Marschlins. Nach Beendigung des Schulbetriebs, wurde er Hauslehrer bei der Familie von Salis-Marschlins und betreute die beiden Söhne Rudolf und Carl Ulysses an der Militärakademie in Dijon. In den darauf folgenden 14 Jahren war à Porta Feldprediger im Bündner Regiment Anton von Salis-Marschlins in Frankreich und auf Korsika. Ende 1792 kehrte er in die Heimat zurück und wurde in Ftan sesshaft.
Er leitete das Institut à Porta von 1793 bis 1829. Durch sein Lehrbuch Il magister amiaivel («Der freundliche Lehrer», Luzein 1819) und die Gründung der ersten Privatschule im Engadin legte er einen pädagogischen Grundstein für die Ausbildung in der Region.

### Beginn
Das Institut à Porta wurde am 1. Oktober 1793 von Andrea Rosius à Porta als koedukative Schule gegründet. Es war der Mangel an Lehranstalten für die wohlhabendere Jugend im Engadin, die à Porta dazu brachte, das Institut zu gründen. Der Zustand der meisten Schulen am Ende des 18. Jahrhunderts war schlecht. In Ftan erteilten meist zwei Bauern den Unterricht, die über keine pädagogische Ausbildung verfügten und nicht kontrolliert wurden. Das Institut à Porta erfreute sich rasch grossen Zulaufs, die Zahl der Schülerinnen wuchs schnell.
Die Schule war zuerst im Dorf im "Il Palazzi" der Luisa Planta untergebracht. Nach einem Dorfbrand wurde sie 1794 vorübergehend nach Zuoz (1794) und Lavin (1795) verlegt. Der Unterricht in Ftan konnte am 15. Oktober 1796 wieder aufgenommen werden. Nebst der sittlich-religiösen Orientierung des Unterrichts bildete das Erlernen von Sprachen (Deutsch, Französisch, Italienisch, Romanisch und Lateinisch) einen besonderen Schwerpunkt. Den Fächerreigen komplettierten Schreiben, Rechnen, Geometrie, Geographie und Geschichte. Bis 1829 leitete Andrea Rosius à Porta selbst das Institut und übergab es dann seinen beiden Söhnen.

### 19. Jahrhundert
Im Jahr 1816 traf Andrea à Porta auf einer Schweizreise seinen Freund, den Pädagogen, Philanthrop, Schul- und Sozialreformer, Philosoph sowie Politiker Johann Heinrich Pestalozzi in Yverdon. Sie tauschten sich über ihre pädagogischen Grundsätze aus und entwickelten diese weiter. Andrea Rosius à Porta plädierte für mehr Menschlichkeit, Höflichkeit, Wohlwollen und mehr Milde im Unterrichtswesen, was er an seinem Institut auch so umsetzte. Im Jahr 1819 veröffentlichte er seine Fibel «Il magister amiaivel», ein Standardwerk seiner Lehrmethoden für die rätoromanischen Volksschulen.
Im Jahr 1829 übergab er das Institut à Porta an seine beiden Söhne Pfarrer Johann (Jon) Rosius à Porta (* 26. September 1805; † 5. November 1884) und Peter (Peider) à Porta. Am 10. August 1838 starb Andrea Rosius à Porta im Alter von 83 Jahren in Ftan. In den Jahren 1841–1850 setzten die Brüder à Porta vorübergehend den Institutsbetrieb aus. Jon à Porta wurde als Pfarrer nach S-Chanf berufen, Peider à Porta reiste nach Moskau, um dort zu lehren. Im Jahre 1850 erfolgte die Wiedereröffnung des Instituts à Porta durch die beiden à Porta Brüder. 1869 wurde das Instituts à Porta aufgrund von Schülermangel geschlossen. Die à Portas wurden «Opfer» ihres eigenen Anspruchs, eine flächendeckende Bildung im Tal aufzubauen und das Volksschulwesen zu fördern. In diese Zeit fielen eine ganze Reihe an Volksschulgründungen im Tal, wie bspw. 1828 die Volksschule in Scuol, 1835 die Volksschule in Ftan, auf die sich sodann die Schüler des Tals verteilten. Bei einem Dorfbrand in Ftan am 24. September 1885 wurde der «Il Palazzi» erneut zerstört. Viele Schriften und Aufzeichnungen des Gründers wurden ein Raub der Flammen.

### 20. Jahrhundert

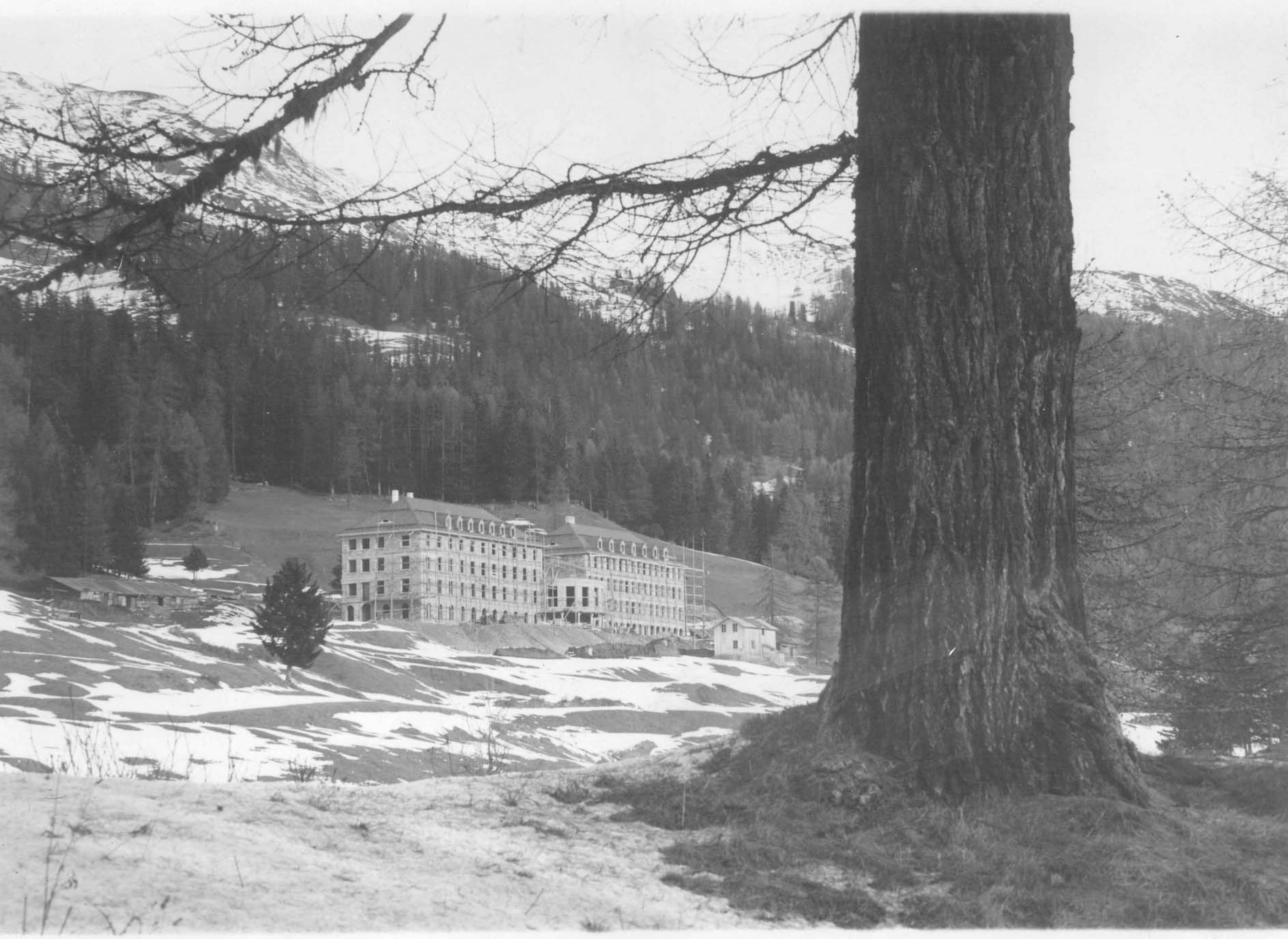
Das Bild zeigt das neue Hochalpine Töchterinstitut Fetan kurz vor seiner Fertigstellung. Rechts unten sieht man noch eine Bauhütte, die nach der Fertigstellung des Neubaus wieder rückgebaut wurde. Noch fehlen die beiden charakteristischen, am jeweils äussersten Ende des Neubaus vorgelagerten Pavillons.

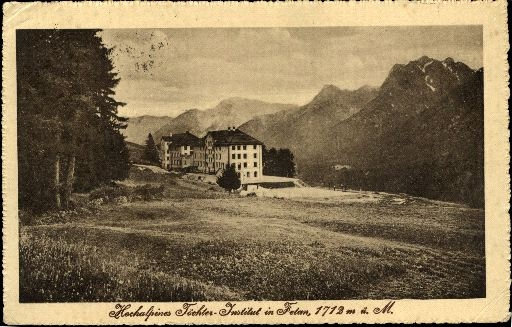
Historische Ansichtskarte des Hochalpinen Töchterinstituts Fetan, im Vordergrund rechts neben dem Gebäude sieht man den Eisplatz, der den Damen das Eislaufen im Winter ermöglichte

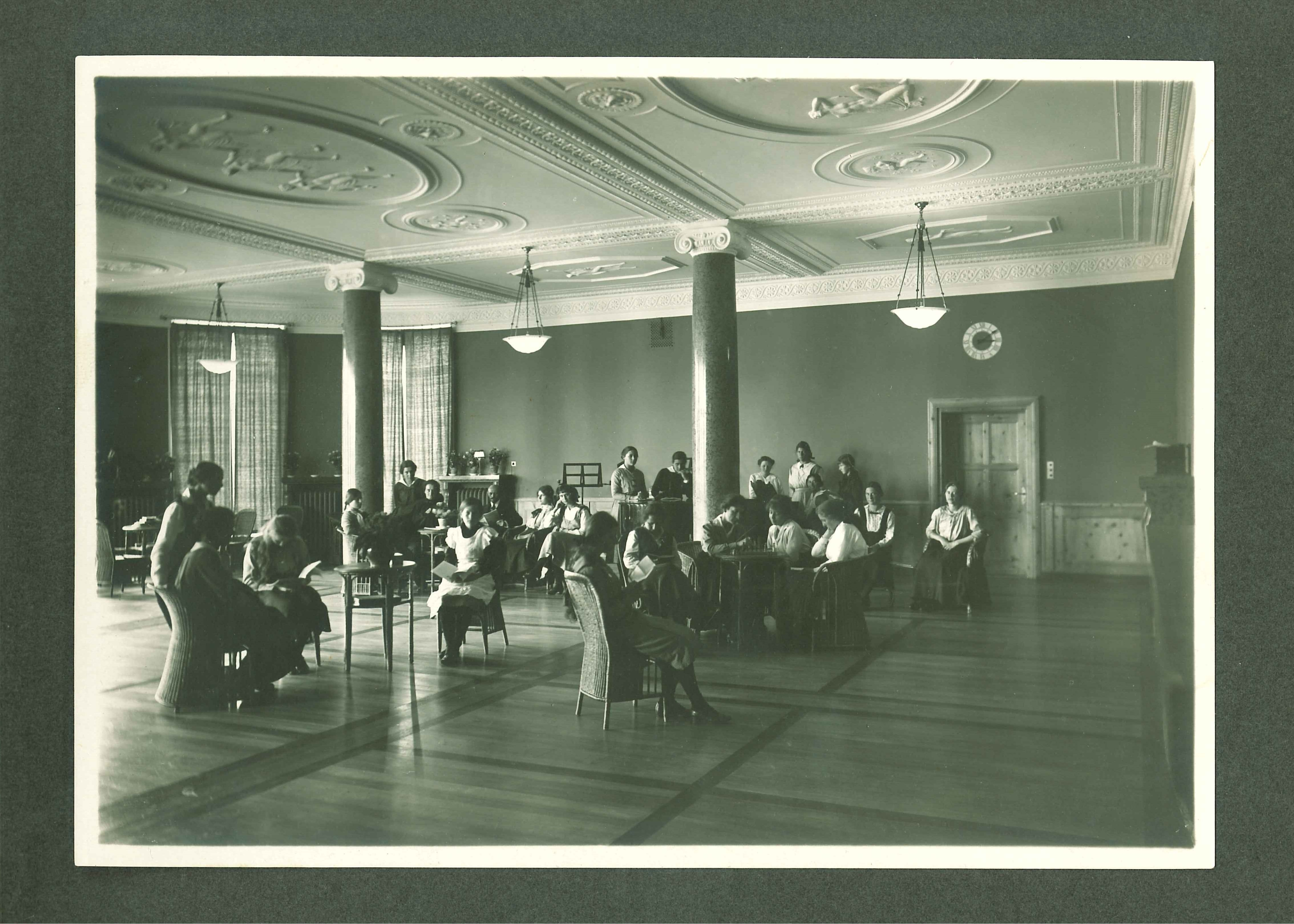
Blick in die Aula des neu erbauten Hochalpinen Töchterinstituts Fetan im Jahre 1916

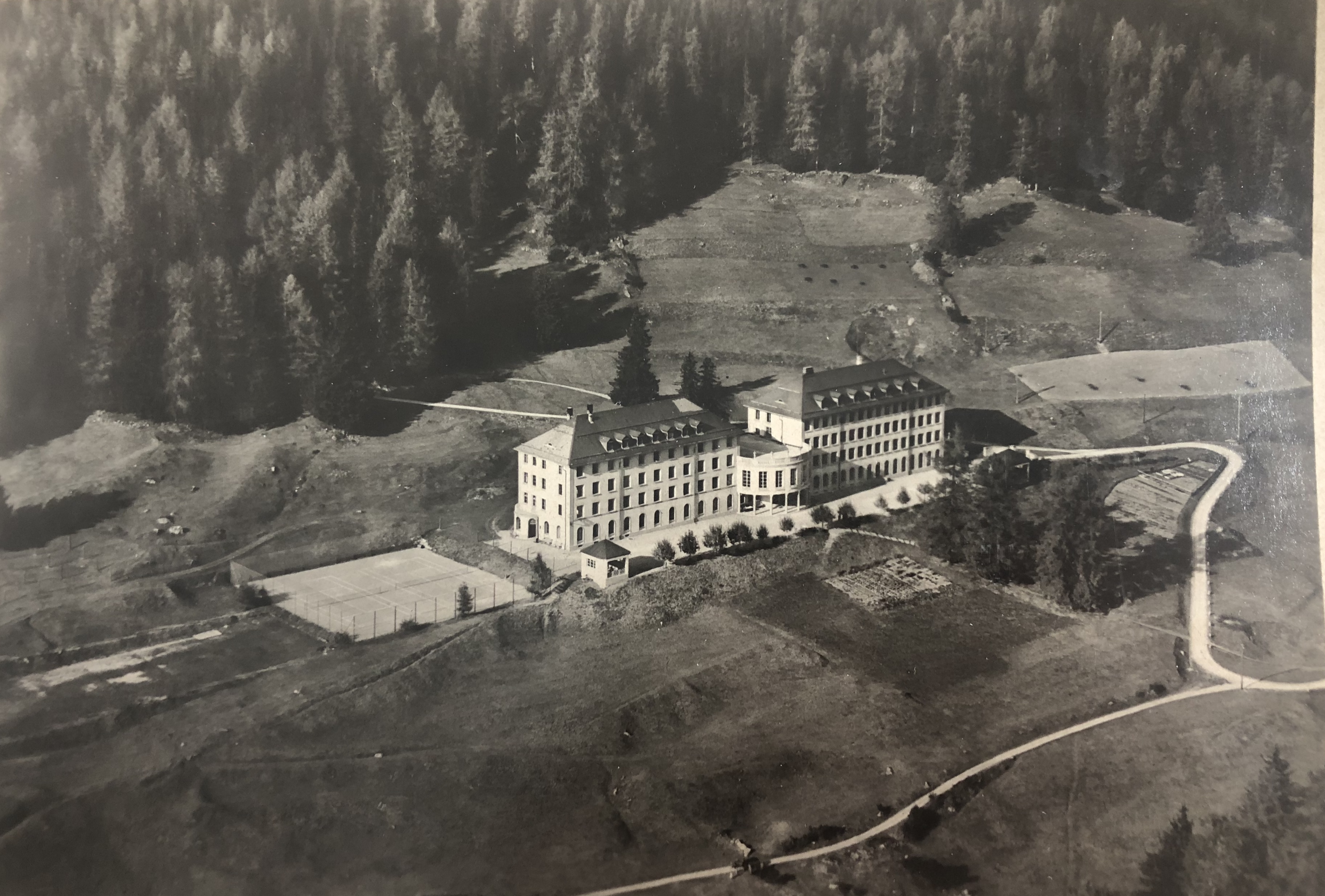
Die Luftaufnahme zeigt das Hochalpine Töchterinstitut Fetan um 1930 mit den beiden Tennisplätzen links vom Gebäude, den beiden Pavillons (damals noch offen) sowie dem institutseigenen Kräutergarten unterhalb des Gebäudes

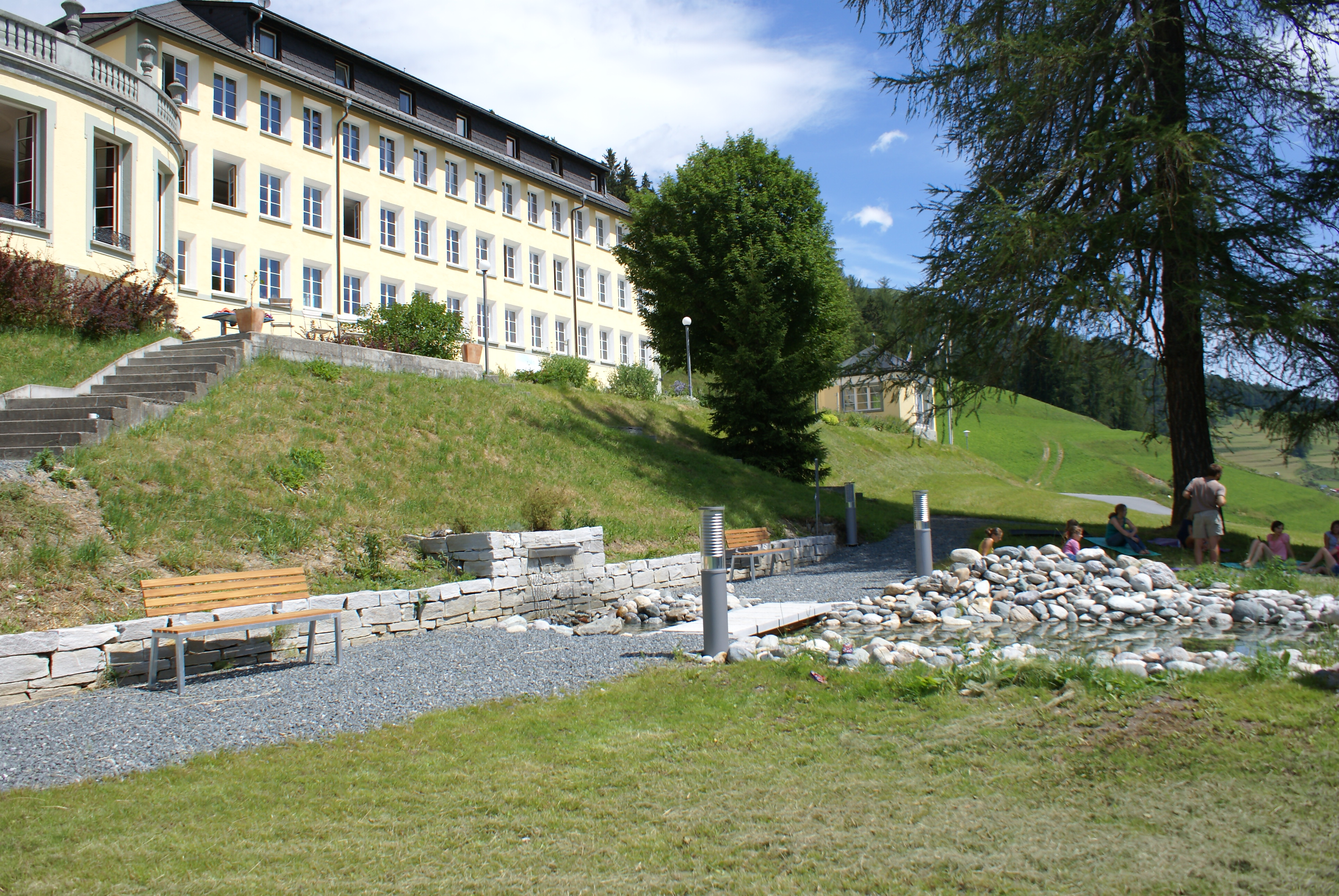
Yogastunde am Gartenteich des Instituts

Nachdem die Rhätische Bahn auch das Unterengadin erreicht hatte, wurde 1913 westlich oberhalb des Dorfes ein neues Gebäude errichtet und die Schule in Hochalpines Töchterinstitut Fetan umbenannt. 1976 wurde die Schule auch – zunächst nur externen – Knaben zugänglich gemacht. 1993 wurde der Name in Hochalpines Institut – Institut Otalpin Ftan geändert. Seitdem wurden Jungen auch als Internatsschüler aufgenommen.

### 21. Jahrhundert
2004 verlieh die Swiss Olympic Association dem HIF den Titel „Swiss Olympic Privat Sport School“. Im Schuljahr 2012/13 besuchten 158 Schülerinnen und Schüler das Institut. Aufgrund zu geringerer Sportlerzahlen wurde der Sportklasse 2015 die Zertifizierung als Swiss Olympic Sport School (Sportlerausbildungsstätte der Swiss Olympic Association) nicht mehr verlängert. Auf das Schuljahr 2015/16 sollte der Schulbetrieb eingestellt werden. Verschiedene Initiativen versuchten, die Auflassung abzuwenden. Am 29. Juli wurde bekannt, dass auf politischer Ebene mit dem Unterengadiner Regionalverband Pro Engiadina Bassa und der Gemeinde Scuol eine Lösung erarbeitet wurde, die dem HIF kurzfristig einen Weiterbetrieb und langfristig einen Neubeginn ermöglicht. Am 31. Juli gab das Institut bekannt, dass aufgrund gesicherter Schülerzahlen der Unterricht zum Schuljahr 2015/16 definitiv aufgenommen werde. Die Schülerzahl im Schuljahr 2018/19 betrug 76, im Internat waren 18 Plätze belegt. Im Januar 2020 waren es im Internat 24 Schüler.
Im März 2021 unterzeichnete das Hochalpine Institut Ftan zusammen mit Christian Gürtler, Vizepräsident des Verwaltungsrats des Dulwich College International einen Kooperationsvertrag, mit der der Grundstein für eine Internationalisierung über die Grenzen Europas hinaus gelegt wurde.

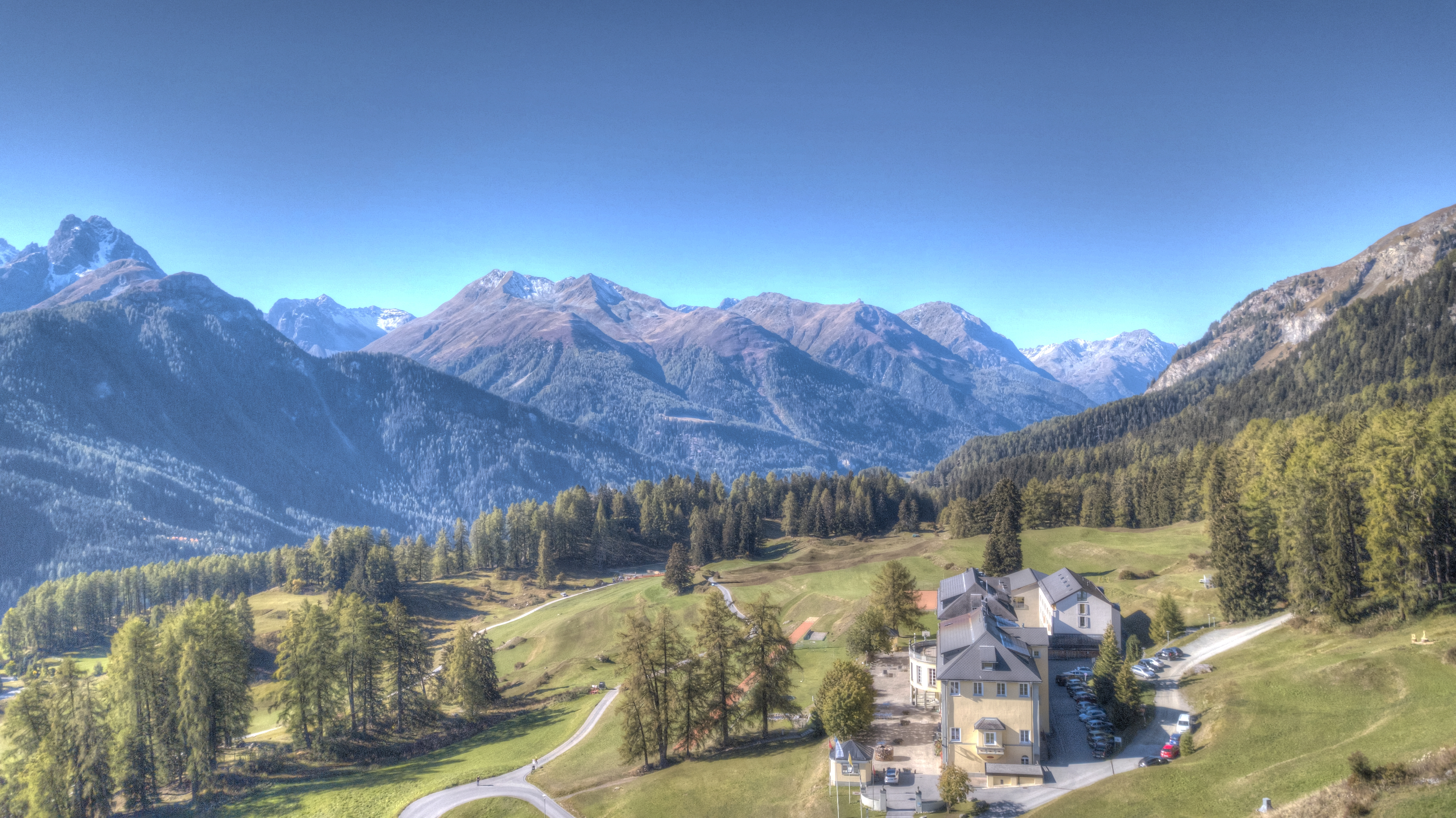
Blick auf das HIF und die gegenüberliegende Bergkette

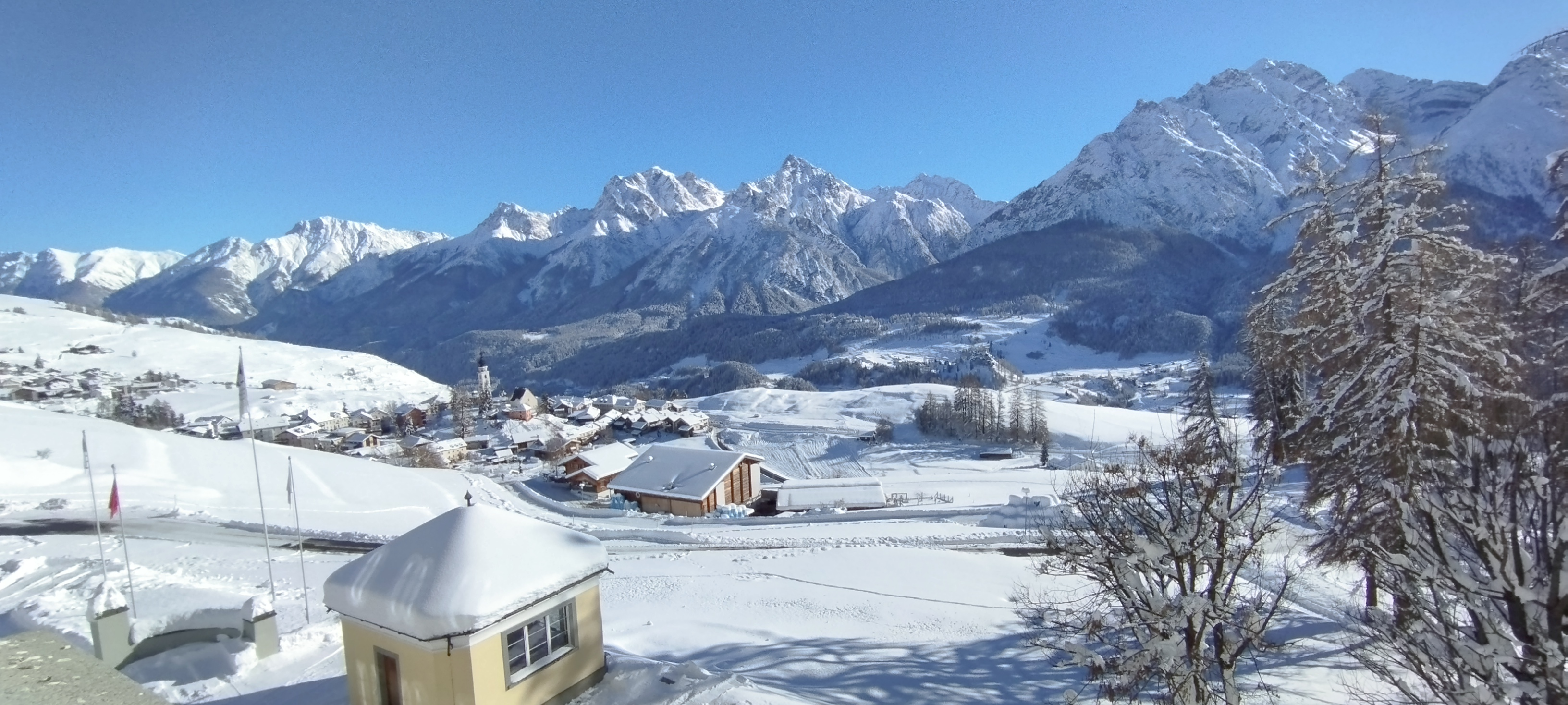
Blick aus einem der Klassenzimmer des HIF auf das winterliche Ftan und die verschneite Bergkette der gegenüberliegenden Talseite

Im Oktober 2023 hat Swiss-Ski die HIF Sports Academy als Regionales Leistungszentrum (RLZ) in den Disziplinen Ski Alpin, Ski Nordisch, Biathlon und Snowboard Freestyle zertifiziert und unterstreicht damit das Engagement der HIF Sports Academy für die Förderung des Wintersports und die Entwicklung von jungen Athletinnen und Athleten auf höchstem Niveau. Im Jahr 2024 feiert die HIF Sports Academy, die unter anderem Olympiamedaillengewinner, wie Dario Cologna, Nevin Galmarini sowie national und international erfolgreiche Sportler wie Irene Cadurisch, Talina Gantenbein, Thomas Tumler und Elena Könz hervorbrachte, ihr 30-jähriges Bestehen.

## Persönlichkeiten (Auswahl)
(alphabetisch)

### Forschung, Wissenschaft & Wirtschaft
- Evelyn Einstein (1941–2011), adoptierte Enkelin Albert Einsteins
- Dora Maria Kalff (1904–1990), Tiefenpsychologin und Autorin

### Kunst & Kultur
- Hortense Anda-Bührle (1926–2014), Unternehmerin, Kunstsammlerin und Mäzenin
- Dumenic Andry (* 1960), Romanist und Schriftsteller
- Gianna Olinda Cadonau (* 1983), Schriftstellerin bündnerromanischer und deutscher Sprache
- Gino Clavuot (* 1985), Musiker und Rapper
- Ingeborg von Erlach (1940–2023), Künstlerin und Buchillustratorin
- Romana Ganzoni (* 1967), Autorin
- Bettina Plattner-Gerber (* 1964), Buchautorin, Oberengadiner Kreisrätin, Mitglied in diversen Stiftungen
- Annemarie Schwarzenbach (1908–1942), Schriftstellerin, Journalistin und Fotografin
- Leta Semadeni (* 1944), rätoromanische Lyrikerin (z. B. "Tamangur")

### Medien & Kommunikation
- Ladina Heimgartner (* 1980), Journalistin

### Politik
- Barbara Janom Steiner (* 1963), Regierungsrätin des Kantons Graubünden
- Andreas Rudolf von Planta (1819–1889), Jurist, Unternehmer und Politiker
- Christina Rau (* 1956), Witwe des ehemaligen deutschen Bundespräsidenten Johannes Rau[5]
- Andrea Vital (1855–1943), Jurist und Politiker, Vater des berühmten Schweizer Malers, Zeichners und Illustrators Edgar Vital (1883–1970)

### Sport
- Irene Cadurisch (* 1991), Biathletin
- Dario Cologna (* 1986), Skilangläufer[15]
- Gianluca Cologna (* 1990), Skilangläufer
- Mario Denoth (* 1980), Skilangläufer und Biathlet
- Severin Dietrich (* 1994), Biathlet
- Tiziana Cipriani Gadient (* 1995), Eishockeyspielerin aus Arosa
- Nevin Galmarini (* 1986), Snowboarder
- Talina Gantenbein (* 1998), Freestyle-Skifahrerin
- Ursina Haller (* 1985), Snowboarderin
- Christian Haller (* 1989), Snowboarder
- Jessica Keiser (* 1994), Snowboarderin
- Elena Könz (* 1987), Snowboarderin
- Vinzenz Lüps (* 1981), deutscher Snowboarder
- Lorenzo Suding (* 1986), Mountainbike-, Downhill- und Enduro-Sportler
- Thomas Tumler (* 1989), Skirennfahrer (Mitglied der HIF Sports Academy)